# Årstiderne arkitekter
Årstiderne Arkitekter er en dansk arkitektvirksomhed, som blev grundlagt i 1985. Årstiderne Arkitekter har hovedsæde i Silkeborg og tegnestuer i Herning, Aarhus, København, Göteborg og Nesbyen i Norge. Årstiderne Arkitekters ydelser består overordnet af arkitektrådgivning, design, byplanlægning, landskabsplanlægning, bygherrerådgivning samt bruger- og borgerinddragelse.    
Aarstiderne Arkitekter blev i 2018 opkøbt af ingeniørvirksomheden Sweco Danmark.  

## Partnere
Nuværende partnere i Årstiderne Arkitekter:
- Per Laustsen
- Anders Kærsgaard
- Jonas Snickert
- Mikkel Westfall
- Torben Klausen